# قلعه مجاهدآباد
قلعه مجاهدآباد یکی از قلعه‌های مهم و استراتژیک ترشیز (کاشمر) بود که احتمالاً اکنون از آن اثری باقی نمانده است.